# Андреас Сам
Андреас Сам  је главни лик у збирки прича Данила Киша под називом Рани јади, која је први део трилогије Породични циркус из 1970. године.
Андреас је главни лик у причи а уједно је и наратор. Веома је млад, али се његове тачне године не могу утврдити. Ради се о хиперосећајном, осетљивом детету које примећује ствари које други не виде, па у свету око себе запажа неважне детаље и у ситницама сагледава суштину и лепоту живљења. Љубав према природи је једна од његових главних особина. 
Четворочлана породица Сам је сиромашна, а њихова немаштина је додатно појачана ратним стањем у којем су се затекли.
У свеобухватно тешкој ситуацији он свакодневно бежи од стварности тако да у дечаковој машти оживљава свет бајки који постаје стварност, или бар жељена стварност, лепша од текуће. У маштањима стално оживљава дечакова мисао о одласку у свет, а сама мисао има троструко значење. Да побегне од мучног живота, иако га прихвата достојанствено, жеља за променом, али и као решење својих конфликта са природом, коју види у бекству.
Место дешавања је Мађарска, а период у коме се радња дешава је време другог светског рата. 